# Rappresentanti del Michigan
Il Michigan è attualmente rappresentato alla Camera dei rappresentanti degli Stati Uniti da tredici delegati, eletti in distretti con il sistema first-past-the-post ogni due anni.
Essendo il numero dei delegati proporzionale alla popolazione dello stato, nel passato lo stato ha potuto contare su una rappresentanza alla Camera che è variata, da un minimo di 3 deputati ad un massimo di 19. Dal 2023 i distretti sono tredici, con la perdita di un rappresentante per effetto del censimento del 2020.

## 5º distretto congressuale
| N.                                        | Foto    | Rappresentante        | Partito | Partito      | Carica            | Carica            | Congresso                                                           | Mandati | Elezioni |
| N.                                        | Foto    | Rappresentante        | Partito | Partito      | Inizio            | Termine           | Congresso                                                           | Mandati | Elezioni |
| ----------------------------------------- | ------- | --------------------- | ------- | ------------ | ----------------- | ----------------- | ------------------------------------------------------------------- | ------- | --- |
| Il distretto venne creato il 4 marzo 1863 |         |                       |         |              |                   |                   |                                                                     |         | |
| 1                                         |         | Augustus C. Baldwin   |         | Democratico  | 4 marzo 1863      | 3 marzo 1865      | 38                                                                  | 1       | 1862 Perse la rielezione |
| 2                                         |         | Rowland E. Trowbridge |         | Repubblicano | 4 marzo 1865      | 3 marzo 1869      | 39 · 40                                                             | 2       | 1864 · 1866 Non ottenne la ricandidatura                                                                                       |
| 3                                         |         | Omar D. Conger        |         | Repubblicano | 4 marzo 1869      | 3 marzo 1873      | 41 · 42                                                             | 2       | 1868 · 1870 Ricandidatosi nel 7° distretto                                                                                     |
| 4                                         |         | Wilder D. Foster      |         | Repubblicano | 4 marzo 1873      | 20 settembre 1873 | 43                                                                  | 1⁄2     | 1872 Deceduto |
| Vacante                                   | Vacante | Vacante               | Vacante | Vacante      | 20 settembre 1873 | 1º dicembre 1873  | 43                                                                  |         | |
| 5                                         |         | William B. Williams   |         | Repubblicano | 1º dicembre 1873  | 3 marzo 1877      | 43 · 44                                                             | 1 1⁄2   | Eletto per terminare il mandato di Foster · 1874 Non ricandidatosi                                                             |
| 6                                         |         | John W. Stone         |         | Repubblicano | 4 marzo 1877      | 3 marzo 1881      | 45 · 46                                                             | 2       | 1876 · 1878 Non ricandidatosi                                                                                                  |
| 7                                         |         | George W. Webber      |         | Repubblicano | 4 marzo 1881      | 3 marzo 1883      | 47                                                                  | 1       | 1880 Non ricandidatosi |
| 8                                         |         | Julius Houseman       |         | Democratico  | 4 marzo 1883      | 3 marzo 1885      | 48                                                                  | 1       | 1882 Non ricandidatosi |
| 9                                         |         | Charles C. Comstock   |         | Democratico  | 4 marzo 1885      | 3 marzo 1887      | 49                                                                  | 1       | 1884 Non ricandidatosi |
| 10                                        |         | Melbourne H. Ford     |         | Democratico  | 4 marzo 1887      | 3 marzo 1889      | 50                                                                  | 1       | 1886 Perse la rielezione |
| 11                                        |         | Charles E. Belknap    |         | Repubblicano | 4 marzo 1889      | 3 marzo 1891      | 51                                                                  | 1       | 1888 Non ricandidatosi |
| 12                                        |         | Melbourne H. Ford     |         | Democratico  | 4 marzo 1891      | 20 aprile 1891    | 52                                                                  | 1⁄2     | 1890 Deceduto |
| Vacante                                   | Vacante | Vacante               | Vacante | Vacante      | 20 aprile 1891    | 3 novembre 1891   | 52                                                                  |         | |
| 13                                        |         | Charles E. Belknap    |         | Repubblicano | 3 novembre 1891   | 3 marzo 1893      | 52                                                                  | 1⁄2     | Eletto per terminare il mandato di Ford Perse la rielezione                                                                    |
| 14                                        |         | George F. Richardson  |         | Democratico  | 4 marzo 1893      | 3 marzo 1895      | 53                                                                  | 1       | 1892 Non ricandidatosi |
| 15                                        |         | William Alden Smith   |         | Repubblicano | 4 marzo 1895      | 9 febbraio 1907   | 54 · 55 · 56 · 57 · 58 · 59 · 60                                    | 5 1⁄2   | 1894 · 1896 · 1898 · 1900 · 1902 · 1904 · 1906 Eletto al Senato                                                                |
| Vacante                                   | Vacante | Vacante               | Vacante | Vacante      | 9 febbraio 1907   | 17 marzo 1908     | 60                                                                  |         | |
| 16                                        |         | Gerrit J. Diekema     |         | Repubblicano | 17 marzo 1908     | 3 marzo 1911      | 60 · 61                                                             | 1 1⁄2   | Eletto per terminare il mandato di Smith · 1908 Perse la rielezione                                                            |
| 17                                        |         | Edwin F. Sweet        |         | Democratico  | 4 marzo 1911      | 3 marzo 1913      | 62                                                                  | 1       | 1910 Perse la rielezione |
| 18                                        |         | Carl E. Mapes         |         | Repubblicano | 4 marzo 1913      | 12 dicembre 1939  | 63 · 64 · 65 · 66 · 67 · 68 · 69 · 70 · 71 · 72 · 73 · 74 · 75 · 76 | 13 1⁄2  | 1912 · 1914 · 1916 · 1918 · 1920 · 1922 · 1924 · 1926 · 1928 · 1930 · 1932 · 1934 · 1936 · 1938 Deceduto                       |
| Vacante                                   | Vacante | Vacante               | Vacante | Vacante      | 12 dicembre 1939  | 19 febbraio 1940  | 76                                                                  |         | |
| 19                                        |         | Bartel J. Jonkman     |         | Repubblicano | 19 febbraio 1940  | 3 gennaio 1949    | 76 · 77 · 78 · 79 · 80                                              | 4 1⁄2   | Eletto per terminare il mandato di Mapes · 1940 · 1942 · 1944 · 1946 Non ottenne la ricandidatura                              |
| 20                                        |         | Gerald Ford           |         | Repubblicano | 3 gennaio 1949    | 6 dicembre 1973   | 81 · 82 · 83 · 84 · 85 · 86 · 87 · 88 · 89 · 90 · 91 · 92 · 93      | 12 1⁄2  | 1948 · 1950 · 1952 · 1954 · 1968 · 1958 · 1960 · 1962 · 1964 · 1966 · 1968 · 1970 · 1972 Dimessosi per divenire Vicepresidente |
| Vacante                                   | Vacante | Vacante               | Vacante | Vacante      | 6 dicembre 1973   | 18 febbraio 1974  | 93                                                                  |         | |
| 21                                        |         | Richard Vander Veen   |         | Democratico  | 18 febbraio 1974  | 3 gennaio 1977    | 93 · 94                                                             | 1 1⁄2   | Eletto per terminare il mandato di Ford · 1974 Perse la rielezione                                                             |
| 22                                        |         | Harold S. Sawyer      |         | Repubblicano | 3 gennaio 1977    | 3 gennaio 1985    | 95 · 96 · 97 · 98                                                   | 4       | 196 · 1978 · 1980 · 1982 Non ricandidatosi                                                                                     |
| 23                                        |         | Paul B. Henry         |         | Repubblicano | 3 gennaio 1985    | 3 gennaio 1993    | 99 · 100 · 101 · 102                                                | 4       | 1984 · 1986 · 1988 · 1990 Ricandidatosi nel 3° distretto                                                                       |
| 24                                        |         | James A. Barcia       |         | Democratico  | 3 gennaio 1993    | 3 gennaio 2003    | 103 · 104 · 105 · 106 · 107                                         | 5       | 1992 · 1994 · 1996 · 1998 · 2000 Candidatosi al Senato del Michigan                                                            |
| 25                                        |         | Dale E. Kildee        |         | Democratico  | 3 gennaio 2003    | 3 gennaio 2013    | 108 · 109 · 110 · 111 · 112                                         | 5       | 2002 · 2004 · 2006 · 2008 · 2010 Non ricandidatosi                                                                             |
| 26                                        |         | Dan Kildee            |         | Democratico  | 3 gennaio 2013    | 3 gennaio 2023    | 113 · 114 · 115 · 116 · 117                                         | 5       | 2012 · 2014 · 2016 · 2018 · 2020 Ricandidatosi nell'8° distretto                                                               |
| 27                                        |         | Tim Walberg           |         | Democratico  | 3 gennaio 2023    | in carica         | 118 · 119                                                           | 2       | 2022 · 2024 |

## 13º distretto congressuale
| N.                                        | Foto    | Rappresentante            | Partito | Partito      | Carica           | Carica           | Congresso                                                      | Mandati | Elezioni |
| N.                                        | Foto    | Rappresentante            | Partito | Partito      | Inizio           | Termine          | Congresso                                                      | Mandati | Elezioni |
| ----------------------------------------- | ------- | ------------------------- | ------- | ------------ | ---------------- | ---------------- | -------------------------------------------------------------- | ------- | --- |
| Il distretto venne creato il 4 marzo 1915 |         |                           |         |              |                  |                  |                                                                |         | |
| 1                                         |         | Charles Archibald Nichols |         | Repubblicano | 4 marzo 1915     | 25 aprile 1920   | 64 · 65 · 66                                                   | 2 1⁄2   | 1914 · 1916 · 1918 Deceduto                                                                                               |
| Vacante                                   | Vacante | Vacante                   | Vacante | Vacante      | 25 aprile 1920   | 2 novembre 1920  | 66                                                             |         | |
| 2                                         |         | Clarence J. McLeod        |         | Repubblicano | 2 novembre 1920  | 3 marzo 1921     | 66                                                             | 1⁄2     | Eletto per terminare il mandato di Nichols Non ricandidatosi                                                              |
| 3                                         |         | Vincent M. Brennan        |         | Repubblicano | 4 marzo 1921     | 3 marzo 1923     | 67                                                             | 1       | 1920 Non ricandidatosi |
| 4                                         |         | Clarence J. McLeod        |         | Repubblicano | 4 marzo 1923     | 3 gennaio 1937   | 68 · 69 · 70 · 71 · 72 · 73 · 74                               | 7       | 1922 · 1924 · 1926 · 1928 · 1930 · 1932 · 1934 Perse la rielezione                                                        |
| 5                                         |         | George D. O'Brien         |         | Democratico  | 3 gennaio 1937   | 3 gennaio 1939   | 75                                                             | 1       | 1936 Perse la rielezione                                                                                                  |
| 6                                         |         | Clarence J. McLeod        |         | Repubblicano | 3 gennaio 1939   | 3 gennaio 1941   | 76                                                             | 1       | 1938 Perse la rielezione                                                                                                  |
| 7                                         |         | George D. O'Brien         |         | Democratico  | 3 gennaio 1941   | 3 gennaio 1947   | 77 · 78 · 79                                                   | 3       | 1940 · 1942 · 1944 Perse la rielezione                                                                                    |
| 8                                         |         | Howard A. Coffin          |         | Repubblicano | 3 gennaio 1947   | 3 gennaio 1949   | 80                                                             | 1       | 1946 Perse la rielezione                                                                                                  |
| 9                                         |         | George D. O'Brien         |         | Democratico  | 3 gennaio 1949   | 3 gennaio 1955   | 81 · 82 · 83                                                   | 3       | 1948 · 1950 · 1952 Non ottenne la ricandidatura                                                                           |
| 10                                        |         | Charles Diggs             |         | Democratico  | 3 gennaio 1955   | 3 giugno 1980    | 84 · 85 · 86 · 87 · 88 · 89 · 90 · 91 · 92 · 93 · 94 · 95 · 96 | 12 1⁄2  | 1954 · 1956 · 1958 · 1960 · 1962 · 1964 · 1966 · 1968 · 1970 · 1972 · 1974 · 1976 · 1978 Dimessosi per condanna per frode |
| Vacante                                   | Vacante | Vacante                   | Vacante | Vacante      | 3 giugno 1980    | 4 novembre 1980  | 96                                                             |         | |
| 11                                        |         | George Crockett Jr.       |         | Democratico  | 4 novembre 1980  | 3 gennaio 1991   | 96 · 97 · 98 · 99 · 100 · 101                                  | 5 1⁄2   | Eletto per terminare il mandato di Diggs · 1980 · 1982 · 1984 · 1986 · 1988 Non ricandidatosi                             |
| 12                                        |         | Barbara-Rose Collins      |         | Democratico  | 3 gennaio 1991   | 3 gennaio 1993   | 102                                                            | 1       | 1990 Ricandidatasi nel 15° distretto                                                                                      |
| 13                                        |         | William D. Ford           |         | Democratico  | 3 gennaio 1993   | 3 gennaio 1995   | 103                                                            | 1       | 1992 Non ricandidatosi |
| 14                                        |         | Lynn N. Rivers            |         | Democratico  | 3 gennaio 1995   | 3 gennaio 2003   | 104 · 105 · 106 · 107 ·                                        | 4       | 1994 · 1996 · 1998 · 2000 Non ottenne la ricandidatura nel 15° distretto                                                  |
| 15                                        |         | Carolyn Cheeks Kilpatrick |         | Democratico  | 3 gennaio 2003   | 3 gennaio 2011   | 108 · 109 · 110 · 111                                          | 4       | 2002 · 2004 · 2006 · 2008 Non ottenne la ricandidatura                                                                    |
| 16                                        |         | Hansen Clarke             |         | Democratico  | 3 gennaio 2011   | 3 gennaio 2013   | 112                                                            | 1       | 2010 Non ottenne la ricandidatura nel 14° distretto                                                                       |
| 17                                        |         | John Conyers              |         | Democratico  | 3 gennaio 2013   | 5 dicembre 2017  | 113 · 114 · 115                                                | 2 1⁄2   | 2201214 · 2014 · 2016 Dimessosi per accuse di violenza sessuale                                                           |
| Vacante                                   | Vacante | Vacante                   | Vacante | Vacante      | 5 dicembre 2017  | 29 novembre 2018 | 115                                                            |         | |
| 18                                        |         | Brenda Jones              |         | Democratico  | 29 novembre 2018 | 3 gennaio 2019   | 115                                                            | 1⁄2     | Eletta per terminare il mandato di Conyers Non ottenne la ricandidatura                                                   |
| 19                                        |         | Rashida Tlaib             |         | Democratico  | 3 gennaio 2019   | 3 gennaio 2023   | 116 · 117                                                      | 2       | 2018 · 2020 Ricandidatasi nel 12° distretto                                                                               |
| 20                                        |         | Shri Thanedar             |         | Democratico  | 3 gennaio 2023   | in carica        | 118 · 119                                                      | 2       | 2022 · 2024 |

## 14º distretto congressuale
| N.                                             | Foto    | Rappresentante       | Partito | Partito     | Carica           | Carica           | Congresso                                                 | Mandati | Elezioni                                                                                            |
| N.                                             | Foto    | Rappresentante       | Partito | Partito     | Inizio           | Termine          | Congresso                                                 | Mandati | Elezioni                                                                                            |
| ---------------------------------------------- | ------- | -------------------- | ------- | ----------- | ---------------- | ---------------- | --------------------------------------------------------- | ------- | --------------------------------------------------------------------------------------------------- |
| Il distretto venne creato il 4 marzo 1933      |         |                      |         |             |                  |                  |                                                           |         | |
| 1                                              |         | Carl M. Weideman     |         | Democratico | 4 marzo 1933     | 3 gennaio 1935   | 73                                                        | 1       | 1932 Non ottenne la ricandidatura                                                                   |
| 2                                              |         | Louis C. Rabaut      |         | Democratico | 3 gennaio 1935   | 3 gennaio 1947   | 74 · 75 · 76 · 77 · 78 · 79                               | 6       | 1934 · 1936 · 1938 · 1940 · 1942 · 1944 Perse la rielezione                                         |
| 3                                              |         | Harold F. Youngblood |         | Democratico | 3 gennaio 1947   | 3 gennaio 1949   | 80                                                        | 1       | 1946 Perse la rielezione                                                                            |
| 4                                              |         | Louis C. Rabaut      |         | Democratico | 3 gennaio 1949   | 12 novembre 1961 | 81 · 82 · 83 · 84 · 85 · 86 · 87                          | 6 1⁄2   | 1948 · 1950 · 1952 · 1954 · 1956 · 1958 · 1960 Deceduto                                             |
| Vacante                                        | Vacante | Vacante              | Vacante | Vacante     | 12 novembre 1961 | 13 febbraio 1962 | 87                                                        |         | |
| 5                                              |         | Harold M. Ryan       |         | Democratico | 13 febbraio 1962 | 3 gennaio 1965   | 87 · 88                                                   | 1 1⁄2   | Eletto per terminare il mandato di Rabaut · 1962 Non ottenne la ricandidatura                       |
| 6                                              |         | Lucien Nedzi         |         | Democratico | 3 gennaio 1965   | 3 gennaio 1981   | 89 · 90 · 91 · 92 · 93 · 94 · 95 · 96                     | 8       | 1964 · 1966 · 1968 · 1970 · 1972 · 1974 · 1976 · 1978 Non ricandidatosi                             |
| 7                                              |         | Dennis Hertel        |         | Democratico | 3 gennaio 1981   | 3 gennaio 1993   | 97 · 98 · 99 · 100 · 101 · 102                            | 6       | 1980 · 1982 · 1984 · 1986 · 1988 · 1990 Non ricandidatosi                                           |
| 8                                              |         | John Conyers         |         | Democratico | 3 gennaio 1993   | 3 gennaio 2013   | 103 · 104 · 105 · 106 · 107 · 108 · 109 · 110 · 111 · 112 | 10      | 1992 · 1994 · 1996 · 1998 · 2000 · 2002 · 2004 · 2006 · 2008 · 2010 Ricandidatosi nel 13° distretto |
| 9                                              |         | Gary Peters          |         | Democratico | 3 gennaio 2013   | 3 gennaio 2015   | 113                                                       | 1       | 2012 Candidatosi al Senato                                                                          |
| 10                                             |         | Brenda Lawrence      |         | Democratico | 3 gennaio 2015   | 3 gennaio 2023   | 114 · 115 · 116 · 117                                     | 4       | 2014 · 2016 · 2018 · 2020 Non ricandidatasi                                                         |
| Il distretto venne eliminato il 3 gennaio 2023 |         |                      |         |             |                  |                  |                                                           |         | |

## 15º distretto congressuale
| N.                                             | Foto    | Rappresentante            | Partito | Partito     | Carica            | Carica            | Congresso                                                              | Mandati | Elezioni |
| N.                                             | Foto    | Rappresentante            | Partito | Partito     | Inizio            | Termine           | Congresso                                                              | Mandati | Elezioni |
| ---------------------------------------------- | ------- | ------------------------- | ------- | ----------- | ----------------- | ----------------- | ---------------------------------------------------------------------- | ------- | --- |
| Il distretto venne creato il 4 marzo 1933      |         |                           |         |             |                   |                   |                                                                        |         | |
| 1                                              |         | John D. Dingell, Sr.      |         | Democratico | 4 marzo 1933      | 19 settembre 1955 | 73 · 74 · 75 · 76 · 77 · 78 · 79 · 80 · 81 · 82 · 83 · 84              | 11 1⁄2  | 1932 · 1934 · 1936 · 1938 · 1940 · 1942 · 1944 · 1946 · 1948 · 1950 · 1952 · 1954 Deceduto                                      |
| Vacante                                        | Vacante | Vacante                   | Vacante | Vacante     | 19 settembre 1955 | 13 dicembre 1955  | 84                                                                     |         | |
| 2                                              |         | John Dingell              |         | Democratico | 13 dicembre 1955  | 3 gennaio 1965    | 85 · 86 · 87 · 88                                                      | 3 1⁄2   | Eletto per terminare il mandato del padre · 1956 · 1958 · 1960 · 1962 Ricandidatosi nel 16° distretto                           |
| 3                                              |         | William D. Ford           |         | Democratico | 3 gennaio 1965    | 3 gennaio 1993    | 89 · 90 · 91 · 92 · 93 · 94 · 95 · 96 · 97 · 98 · 99 · 100 · 101 · 102 | 14      | 1964 · 1966 · 1968 · 1970 · 1972 · 1974 · 1976 · 1978 · 1980 · 1982 · 1984 · 1986 · 1988 · 1990 Ricandidatosi nel 13° distretto |
| 4                                              |         | Barbara-Rose Collins      |         | Democratico | 3 gennaio 1993    | 3 gennaio 1997    | 103 · 104                                                              | 2       | 1992 · 1994 Non ottenne la ricandidatura                                                                                        |
| 5                                              |         | Carolyn Cheeks Kilpatrick |         | Democratico | 3 gennaio 1997    | 3 gennaio 2003    | 105 · 106 · 107                                                        | 3       | 1996 · 1998 · 2000 Ricandidatasi nel 13° distretto                                                                              |
| 6                                              |         | John Dingell              |         | Democratico | 3 gennaio 2003    | 3 gennaio 2013    | 108 · 109 · 110 · 111 · 112                                            | 5       | 2002 · 2004 · 2006 · 2008 · 2010 Ricandidatosi nel 12° distretto                                                                |
| Il distretto venne eliminato il 3 gennaio 2013 |         |                           |         |             |                   |                   |                                                                        |         | |

## 16º distretto congressuale
| N.                                             | Foto    | Rappresentante    | Partito | Partito     | Carica         | Carica         | Congresso                                                                                            | Mandati | Elezioni |
| N.                                             | Foto    | Rappresentante    | Partito | Partito     | Inizio         | Termine        | Congresso                                                                                            | Mandati | Elezioni |
| ---------------------------------------------- | ------- | ----------------- | ------- | ----------- | -------------- | -------------- | --- | ------- | --- |
| Il distretto venne creato il 4 marzo 1933      |         |                   |         |             |                |                | |         | |
| 1                                              |         | John Lesinski Sr. |         | Democratico | 4 marzo 1933   | 27 maggio 1950 | 73 · 74 · 75 · 76 · 77 · 78 · 79 · 80 · 81                                                           | 8 1⁄2   | 1932 · 1934 · 1936 · 1938 · 1940 · 1942 · 1944 · 1946 · 1948 Deceduto                                                                                              |
| Vacante                                        | Vacante | Vacante           | Vacante | Vacante     | 27 maggio 1950 | 3 gennaio 1951 | 81                                                                                                   |         | |
| 2                                              |         | John Lesinski Jr. |         | Democratico | 3 gennaio 1951 | 3 gennaio 1965 | 82 · 83 · 84 · 85 · 86 · 87 · 88                                                                     | 7       | 1950 · 1952 · 1954 · 1956 · 1958 · 1960 · 1962 Non ottenne la ricandidatura                                                                                        |
| 3                                              |         | John Dingell      |         | Democratico | 3 gennaio 1965 | 3 gennaio 2003 | 89 · 90 · 91 · 92 · 93 · 94 · 95 · 96 · 97 · 98 · 99 · 100 · 101 · 102 · 103 · 104 · 105 · 106 · 107 | 19      | 1964 · 1966 · 1968 · 1970 · 1972 · 1974 · 1976 · 1978 · 1980 · 1982 · 1984 · 1986 · 1988 · 1990 · 1992 · 1994 · 1996 · 1998 · 2000 Ricandidatosi nel 15° distretto |
| Il distretto venne eliminato il 3 gennaio 2003 |         |                   |         |             |                |                | |         | |

## 17º distretto congressuale
| N.                                             | Foto    | Rappresentante         | Partito | Partito      | Carica           | Carica           | Congresso                                       | Mandati | Elezioni                                                                                            |
| N.                                             | Foto    | Rappresentante         | Partito | Partito      | Inizio           | Termine          | Congresso                                       | Mandati | Elezioni                                                                                            |
| ---------------------------------------------- | ------- | ---------------------- | ------- | ------------ | ---------------- | ---------------- | ----------------------------------------------- | ------- | --------------------------------------------------------------------------------------------------- |
| Il distretto venne creato il 4 marzo 1933      |         |                        |         |              |                  |                  |                                                 |         | |
| 1                                              |         | George Anthony Dondero |         | Repubblicano | 4 marzo 1933     | 3 gennaio 1953   | 73 · 74 · 75 · 76 · 77 · 78 · 79 · 80 · 81 · 82 | 10      | 1932 · 1934 · 1936 · 1938 · 1940 · 1942 · 1944 · 1946 · 1948 · 1950 Ricandidatosi nel 18° distretto |
| 2                                              |         | Charles G. Oakman      |         | Repubblicano | 3 gennaio 1953   | 3 gennaio 1955   | 83                                              | 1       | 1952 Perse la rielezione                                                                            |
| 3                                              |         | Martha Griffiths       |         | Democratico  | 3 gennaio 1955   | 31 dicembre 1974 | 84 · 85 · 86 · 87 · 88 · 89 · 90 · 91 · 92 · 93 | 10      | 1954 · 1956 · 1958 · 1960 · 1962 · 1964 · 1966 · 1968 · 1970 · 1972 Dimessasi                       |
| Vacante                                        | Vacante | Vacante                | Vacante | Vacante      | 31 dicembre 1974 | 3 gennaio 1975   | 93                                              |         | |
| 4                                              |         | William M. Brodhead    |         | Democratico  | 3 gennaio 1975   | 3 gennaio 1983   | 94 · 95 · 96 · 97                               | 4       | 1974 · 1976 · 1978 · 1980 Non ricandidatosi                                                         |
| 5                                              |         | Sander Levin           |         | Democratico  | 3 gennaio 1983   | 3 gennaio 1993   | 98 · 99 · 100 · 101 · 102                       | 5       | 1982 · 1984 · 1986 · 1988 · 1990 Ricandidatosi nel 12° distretto                                    |
| Il distretto venne eliminato il 3 gennaio 1993 |         |                        |         |              |                  |                  |                                                 |         | |

## 18º distretto congressuale
| N.                                             | Foto | Rappresentante         | Partito | Partito      | Carica         | Carica         | Congresso                             | Mandati | Elezioni                                                                              |
| N.                                             | Foto | Rappresentante         | Partito | Partito      | Inizio         | Termine        | Congresso                             | Mandati | Elezioni                                                                              |
| ---------------------------------------------- | ---- | ---------------------- | ------- | ------------ | -------------- | -------------- | ------------------------------------- | ------- | ------------------------------------------------------------------------------------- |
| Il distretto venne creato il 3 gennaio 1953    |      |                        |         |              |                |                |                                       |         |                                                                                       |
| 1                                              |      | George Anthony Dondero |         | Repubblicano | 3 gennaio 1953 | 3 gennaio 1957 | 83 · 84                               | 2       | 1952 · 1954 Non ricandidatosi                                                         |
| 2                                              |      | William Broomfield     |         | Repubblicano | 3 gennaio 1957 | 3 gennaio 1973 | 85 · 86 · 87 · 88 · 89 · 90 · 91 · 92 | 8       | 1956 · 1958 · 1960 · 1962 · 1964 · 1966 · 1968 · 1970 Ricandidatosi nel 19° distretto |
| 3                                              |      | Robert J. Huber        |         | Repubblicano | 3 gennaio 1973 | 3 gennaio 1975 | 93                                    | 1       | 1972 Perse la rielezione                                                              |
| 4                                              |      | Billie S. Farnum       |         | Democratico  | 3 gennaio 1975 | 3 gennaio 1983 | 94 · 95 · 96 · 97                     | 4       | 1974 · 1976 · 1978 · 1980 Candidatosi a Governatore                                   |
| 5                                              |      | William Broomfield     |         | Repubblicano | 3 gennaio 1983 | 3 gennaio 1993 | 98 · 99 · 100 · 101 · 102             | 5       | 1982 · 1984 · 1986 · 1988 · 1990 Non ricandidatosi                                    |
| Il distretto venne eliminato il 3 gennaio 1993 |      |                        |         |              |                |                |                                       |         |                                                                                       |

## 19º distretto congressuale
| N.                                             | Foto | Rappresentante     | Partito | Partito      | Carica         | Carica         | Congresso              | Mandati | Elezioni                                                         |
| N.                                             | Foto | Rappresentante     | Partito | Partito      | Inizio         | Termine        | Congresso              | Mandati | Elezioni                                                         |
| ---------------------------------------------- | ---- | ------------------ | ------- | ------------ | -------------- | -------------- | ---------------------- | ------- | ---------------------------------------------------------------- |
| Il distretto venne creato il 3 gennaio 1965    |      |                    |         |              |                |                |                        |         |                                                                  |
| 1                                              |      | Billie S. Farnum   |         | Democratico  | 3 gennaio 1965 | 3 gennaio 1967 | 89                     | 1       | 1964 Perse la rielezione                                         |
| 2                                              |      | Jack H. McDonald   |         | Repubblicano | 3 gennaio 1967 | 3 gennaio 1973 | 90 · 91 · 92           | 3       | 1966 · 1968 · 1970 Non ottenne la ricandidatura                  |
| 3                                              |      | William Broomfield |         | Repubblicano | 3 gennaio 1973 | 3 gennaio 1983 | 93 · 94 · 95 · 96 · 97 | 5       | 1972 · 1974 · 1976 · 1978 · 1980 Ricandidatosi nel 18º distretto |
| Il distretto venne eliminato il 3 gennaio 1983 |      |                    |         |              |                |                |                        |         |                                                                  |